# آذربادگان (استان ساسانی)
آذَربادَگان یا آذربایَگان یکی از استان‌های شاهنشاهی ساسانی واقع در شمال غربی ایران بود که تقریباً مطابق با آذربایجان امروزی است. مرکز استان آذَربادَگان، شهر گنزک بود.
آذَربادَگان توسط ساسانیان جایگزین آتورپاتکان اشکانی شد و این استان از نظر مذهبی اهمیت بسیاری برای زرتشتیان داشت، چراکه آتشکده آذرگشسپ یکی از سه آتشکده اصلی ایران در این منطقه قرار داشت.

## جغرافیا
به گفته ابن خردادبه جغرافی‌دان قرن نهم، نام شهرهای استان عبارت بودند از: اردبیل، بغ‌وند، بلوانکرغ، برزه، برزند، غبروان، گنزک، خوی، کولسره، مراغه، مرند، مغان، شاپورخواست، سیسر، تبریز، نَریز، ارومیه، سلماس، شیز و وارتان. شهر وارتان شمالی‌ترین و سیسر جنوبی‌ترین نقطه استان بود. مرکز استان گنزک بود. مراغه شهر اصلی بخش غربی بود، در حالی که اردبیل شهر اصلی بخش شرقی بود.
هنگامی که سلسله اشکانی ارمنستان منسوخ شد و پادشاهی ارمنستان در سال ۴۲۸ میلادی به یک استان ساسانی تبدیل شد، مناطق نور شیراکان و پایتاکاران در آذَربادَگان ادغام شدند. وسعت شمالی آذَربادَگان با گنجاندن منطقه سیونیک به آن در سال ۵۷۱ میلادی بزرگتر نیز شد.

## تاریخ

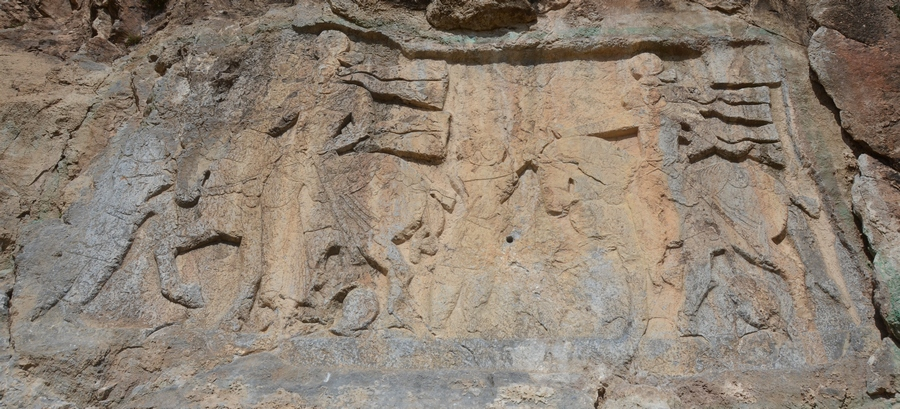
سنگ‌نگاره اردشیر بابکان و شاپور یکم نزدیک سلماس

ناحیه آذَربادَگان از قرن یکم میلادی توسط اشکانی‌ها اداره می‌شد. در اوایل قرن سوم میلادی، قدرت امپراتوری اشکانیان رو به زوال گذاشت و در نتیجه تسلط اشکانی‌ها بر غرب ایران ضعیف شد. پس از شورش اردشیر بابکان شاهزاده اهل پارس علیه اردوان پنجم اشکانی، مردم آذَربادَگان (هم اشراف و هم دهقانان) با اردشیر متحد شدند و پس از شکست و کشته شدن اردوان در نبرد هرمزدگان در سال ۲۲۶، آذَربادَگان با مقاومت کمی تسلیم اردشیر شد.
در زمان پادشاهی قباد یکم (۴۸۸–۵۳۱ میلادی) و خسرو انوشیروان (۵۳۱–۵۷۹ میلادی) قلمرو ساسانیان از لحاظ نظامی به چهار منطقه به نام کوست تقسیم شد و برای هر منطقه یک فرمانده نظامی با عنوان «اسپهبد» و یک «پادوسپان» که معاون اسپهبد بود، انتخاب شد. چهار کوست عبارت بودند از خورآسان (شرق)، خورآران (غرب)، نیمروز (جنوب) و اَباختَر (شمال). استان آذَربادَگان، به همراه استان‌هایی مانند ارمنستان، اَران، ری، دماوند، طبرستان و گیلان بخشی از کوست اباختر بودند. مقر اسپهبد و پادوسبان اباختر در آذَربادَگان بود. به دلیل اهمیت استان آذَربادَگان، در برخی منابع از نام کوست آذَربادَگان به جای کوست اباختر استفاده شده است.
در سال ۵۸۹ میلادی ایران دچار یک جنگ داخلی شد. بهرام چوبین که از خاندان مهران بود و آرزوی برپایی دوباره شاهنشاهی اشکانی را در سر داشت با شورش علیه هرمز چهارم کنترل کل ایران از جمله آذَربادَگان را به دست گرفت. در آگوست سال ۵۹۱ جنگی در نزدیکی گنزک بین نیروهای خسرو دوم (فرزند و جانشین هرمز چهارم) و نیروهای شورشی بهرام چوبین رخ داد، پس از چهار روز نبرد سخت، بهرام سرانجام شکست خورد و به فرغانه فرار کرد و کنترل آذَربادَگان دوباره به دست خاندان ساسانی افتاد.

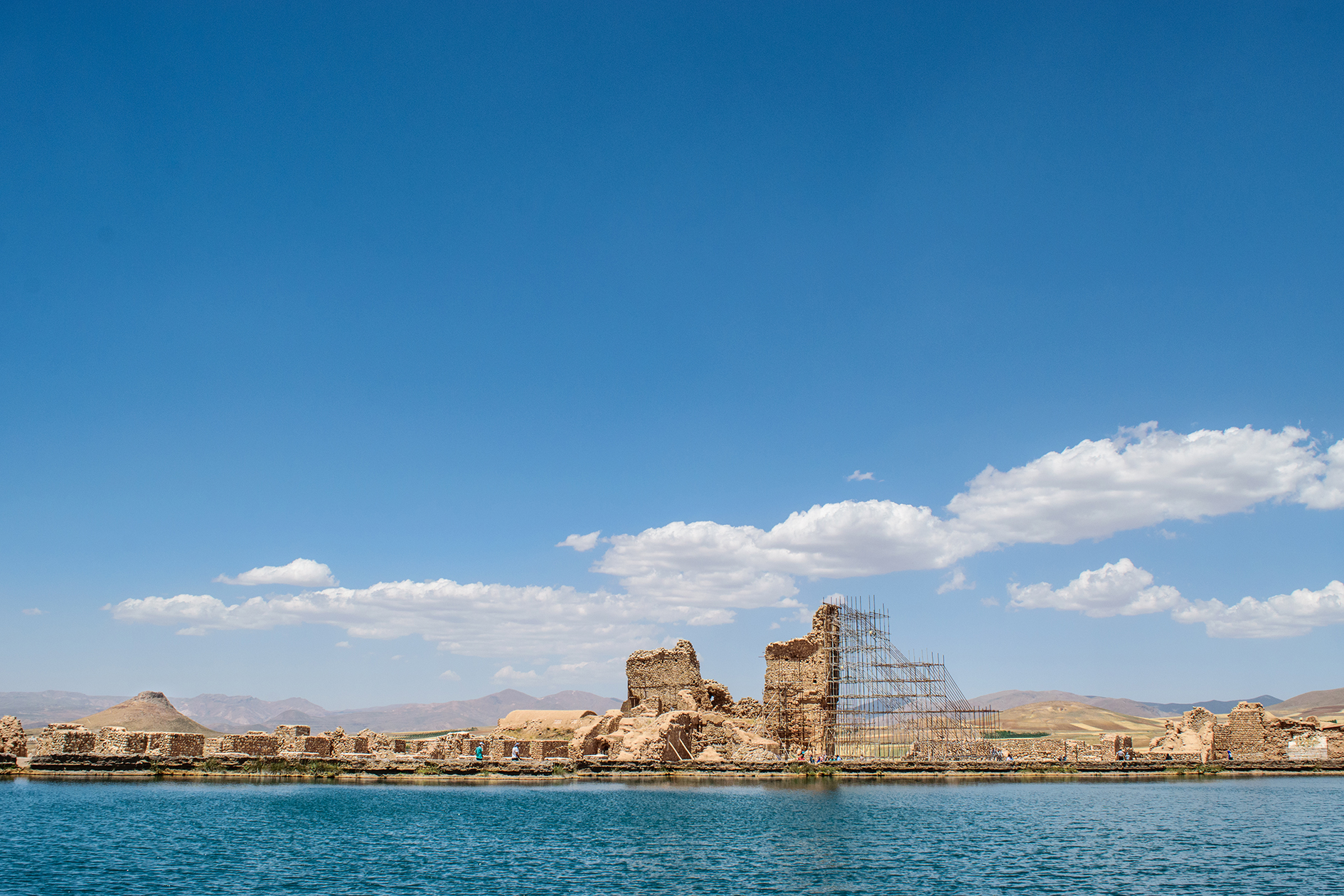
خرابه‌های تخت سلیمان، جایی که آتشکده آذرگشسب در آن بود.

در سال ۶۲۳ میلادی در جنگ بین شاهنشاهی ساسانی و امپراتوری بیزانس، آتشکده آذرگشسب واقع در شهر گنزک توسط هراکلیوس، امپراتور بیزانس غارت شد. اما ایرانیان موفق شدند آتش مقدس را پیش از سقوط شهر نجات دهند و پس از بازپسگیری گنزک، آتشکده آذرگشسب را بازسازی کردند.
با آغاز حمله اعراب به ایران، اعراب در سال ۶۵۱ میلادی، به آذَربادَگان حمله کردند. حکومت آذَربادَگان در آن زمان در دست دو برادر از خاندان اسپهبد به نام‌های اسفندیاذ و بهرام بود. اسفندیاذ در برابر اعراب ایستاد و به جنگ با آنان پرداخت ولی توسط عربها شکست خورد و اسیر شد. درحالیکه اسفندیاذ در اسارت بود، به فرمانده اعراب، بکیر بن عبدالله‎، گفت: اگر می‌خواهد آذَربادَگان را به آسانی و با صلح فتح کند، باید با او صلح کند. به گفته بلعمی، معروف است که اسفندیاذ گفته است: «اگر مرا بکشی همه آذَربادَگان به انتقام خون من قیام خواهد کرد و علیه تو جنگ خواهند کرد.» بکیر بن عبدالله پیشنهاد اسفندیاذ را پذیرفت و با او صلح کرد. با این حال، بهرام از تسلیم شدن در برابر نیروهای عرب خودداری کرد و در برابر آنها مقاومت کرد. اگرچه او به سرعت از اعراب شکست خورد و مجبور شد از آذَربادَگان فرار کند. آذَربادَگان بدین ترتیب تحت سلطه اعراب قرار گرفت.

## جمعیت

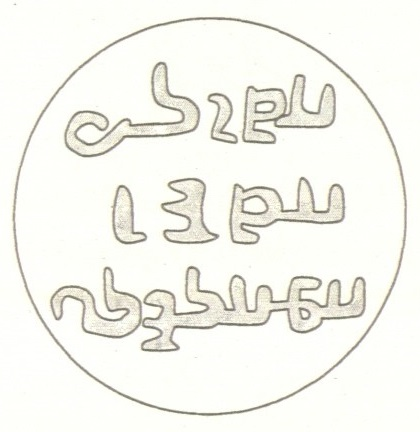
نقش مُهر مأمور مالیات آذَربادَگان

بیشتر ساکنان آذَربادَگان اقوام آریایی بودند. دین آنها آیین زرتشتی بود و به زبان پهلوی ساسانی صحبت می‌کردند. با ادغام مناطقی از ارمنستان در آذَربادَگان در سالهای ۴۲۸ و ۵۲۷ میلادی، این استان دارای جمعیت ارمنی نیز بود.